# Heptathela sinensis
Heptathela sinensis (Bishop & Crosby, 1932) è un ragno appartenente al genere Heptathela della famiglia Liphistiidae.

## Etimologia
Il nome deriva dal greco ἐπτά, heptà, cioè 7, ad indicare il numero delle ghiandole delle filiere che possiedono questi ragni, e dal greco θηλή, thelè, che significa capezzolo, proprio ad indicare la forma che hanno le filiere stesse.
Il nome proprio deriva dal prefisso sin-, ad indicarne la provenienza cinese, e dal suffisso latino -ensis, che significa: presente, che è proprio lì.

## Caratteristiche
Ragno primitivo appartenente al sottordine Mesothelae: non possiede ghiandole velenifere, ma i suoi cheliceri possono infliggere morsi piuttosto dolorosi

## Distribuzione
Rinvenuta in alcune zone della Cina.